# Triángulo de Dudley
El Triángulo de Dudley también puede referirse a un vecindario de Boston
En matemáticas, el triángulo de Dudley es una matriz triangular de enteros que fue definida por el matemático estadounidense Underwood Dudley. Consiste en la siguiente disposición de números:
{\displaystyle {\begin{matrix}&&&&&2&&&&\\&&&&2&&2&&&\\&&&2&&1&&2&&\\&&2&&0&&0&&2&\\&2&&6&&5&&6&&2\\&&&&&\vdots &&&&\\\end{matrix}}} (sucesión A036238 en OEIS).
Dudley mostró varias filas de este triángulo y desafió a sus lectores a encontrar la siguiente fila. El reto fue resuelto por J. G. Mauldon, quien propuso dos soluciones diferentes. En una de las soluciones de Mauldon, el número en la intersección de las diagonales m-ésima y n-ésima (contando la parte superior del triángulo como si tuviera m=n=1) viene dado por la fórmula
{\displaystyle a(n,m)=m^{2}+mn+n^{2}-1\mod n+m+1}